# Tsuur

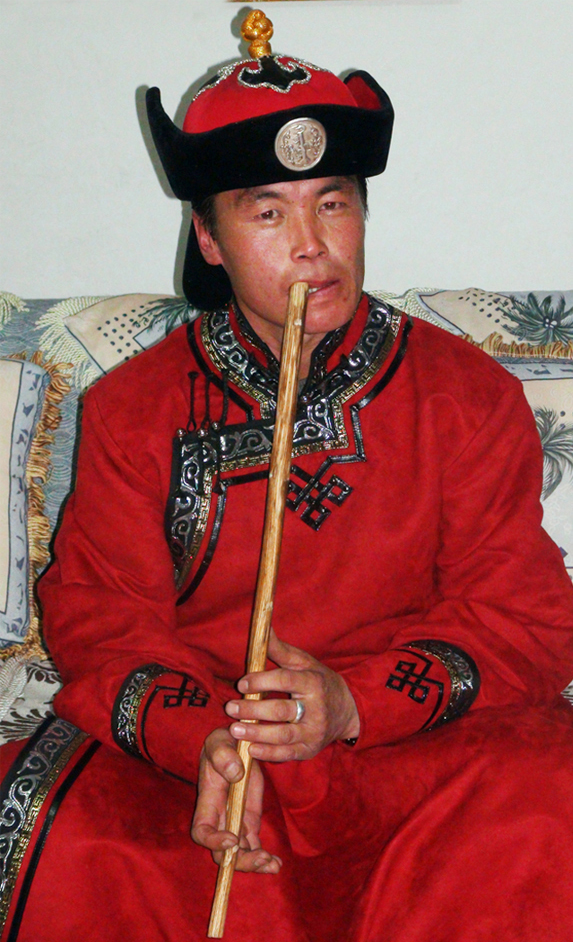
Tsuur. Der Musiker deckt die drei Grifflöcher mit dem Zeigefinger der linken Hand sowie dem Daumen und gekrümmten Zeigefinger der rechten Hand ab.

Tsuur (mongolisch цуур), auch tsoor, cuur, coor, chor, chugur, čuγur, ist eine beidseitig offene Längsflöte (Endkantenflöte) aus Holz mit drei Grifflöchern, die von mehreren mongolischen Volksgruppen im Gebiet des Altai im Westen der Mongolei gespielt wird. Die Altai-Urianchai nennen diesen Typ einer Hirtenflöte tsuur, die Tuwiner und Jakuten nennen sie  schuur oder schoör und die Kirgisen tschoor (choor). Eine Übersetzung „Kehl-Flöte“ dieser Aussprachevarianten bezieht sich auf die typische Spielpraxis, zur auf der Flöte geblasenen Melodie mit der Stimme einen tiefen gutturalen Brummton einzusingen. Typologisch verwandt in Form und Spielweise sind mehrere Flöten in Zentralasien, darunter die kasachische sybyzgy.
Weil nur noch wenige Hirten die schwierig zu spielende traditionelle Musik der tsuur praktizieren, wurde sie 2009 von der UNESCO in die Liste des dringend erhaltungsbedürftigen immateriellen Kulturerbes aufgenommen. Für die  Hirten der Altai-Urianchai dient die tsuur zur Unterhaltung auf der Weide und als Musikinstrument mit magischen Kräften, das vor dem Beginn einer Jagd, bei Familienfeiern und bei jahreszeitlichen Zeremonien zur Abwehr von bösen Geistern gebraucht wird.

## Herkunft und Verbreitung
Der früheste Fund eines Blasinstruments in China ist eine in die Jungsteinzeit um 6000 v. Chr. datierte Vogelknochenflöte mit sieben Grifflöchern aus Jiahu im Kreis Wuyang. Weitere Knochenflöten mit meistens sieben Grifflöchern aus dem 5. Jahrtausend v. Chr., die zur Hemudu-Kultur gehörten, dienten vermutlich als Tierlockruf. Diese an beiden Enden offenen Längsflöten wurden aus Geierknochen gefertigt. Sie sind rund 20 Zentimeter lang bei einem Durchmesser von 1,1 Zentimetern. Diese Vogelknochenflöten, chinesisch gudi, sind die ältesten in China ausgegrabenen Musikinstrumente.
Prähistorische Knochenflöten wurden auch auf dem Gebiet der Mongolei gefunden, so etwa ein wenige Zentimeter langes Bruchstück aus dem Uws-Nuur-Becken an der russischen Grenze. In der Banpo-Siedlung (Provinz Shaanxi) wurden aus Ton bestehende Gefäßflöten des 5. Jahrtausends v. Chr. ausgegraben. Sie sind die Vorläufer der heutigen xun in China.
Piktogrammen aus der späten Shang-Dynastie (um 1200 v. Chr.) zufolge gab es in China yue genannte Panflöten. Ihre mutmaßlichen Ursprünge sind die Panflöten der Jäger und Fischer in Sibirien, etwa der jungsteinzeitlichen Kitoi-Kultur am Baikalsee. Dort fand man mit Kerben verzierte Vogelröhrenknochen, die nach unterschiedlichen Datierungen aus dem 4. Jahrtausend oder dem 3./2. Jahrtausend v. Chr. stammen. Kernspaltflöten mit Grifflöchern gehörten ebenfalls zu jungsteinzeitlichen Jägern und Fischern der Kitoi-Kultur um den Baikalsee und an der mittleren Lena in Jakutien.
Im 2. Jahrtausend v. Chr. gab es archäologischen Funden zufolge weiterhin Gefäßflöten, die fünf Grifflöcher hatten. In überlieferten Orakelinschriften finden sich die Piktogramme für Panflöte (yue), für Längsflöte (yan, ein Zeichen, das auch „sprechen“ bedeutet, später xian) und für Mundorgel (he, heute sheng). Zur Zeit der Westlichen Zhou-Dynastie (11. Jahrhundert v. Chr. – 771 v. Chr.) tauchen in den schriftlichen Quellen mindestens 70 Namen von Musikinstrumenten auf, darunter mehrere Längs- und Querflöten (Flöten allgemein guan, außerdem yue, xiao für Panflöten und chi für eine kurze Querflöte) sowie Gefäßflöten (xun). Querflöten (chi, heute dizi) aus der Zeit bis um 200 v. Chr. sind nur aus schriftlichen chinesischen Quellen bekannt. Daneben gab es auch eine Längsflöte. Die genannten Flötentypen sind bis in die Gegenwart typische Hirteninstrumente.
Nach der Zeit der Streitenden Reiche (475–221 v. Chr.) traten Veränderungen bei zahlreichen Musikinstrumenten ein. So wurde während der Han-Dynastie (207 v. Chr. – 220 n. Chr.) ein neuer kurzer Querflötentyp (hengdi, dizi) aus den westlichen Ländern (Zentralasien) eingeführt, der sich von den älteren archäologischen Funden unterscheidet. Ebenso aus dem Westen übernommen wurde eine lange Querflöte qiandi („Tanguten-Flöte“) mit vier Grifflöchern, bei der im 1. Jahrhundert v. Chr. ein fünftes Griffloch ergänzt wurde. Im Verlauf des 1. Jahrtausends n. Chr. bestand die Gruppe der Blasinstrumente aus Längsflöten, langen und kurzen Querflöten, Mundorgel, Doppelrohrblattinstrumenten (bili) und dem Schneckenhorn (bei).
Die Hofmusiker der mongolischen Yuan-Dynastie (Regierungszeit von Dschingis Khan ab 1206, bis 1368) verwendeten für die sakrale Musik (yayue) neun Blasinstrumente: Längsflöte (yue), kurze (chi) und lange Querflöte (di), Panflöte (xiao) und fünf unterschiedlich gestimmte Mundorgeln. Hinzu kamen sechs verschiedene Zithern (Wölbbrettzithern und die Griffbrettzither guqin), 22 Idiophontypen und zwölf Trommeltypen. Dieses Instrumentarium wurde für die Unterhaltungsmusik noch um weitere Querflöten (longdi, mit trachenförmigem Trichter), Längsflöten, Zupflauten und Streichinstrumente ergänzt.
Die Mongolen führen ihre tsuur bis zu den Hunnen um die Zeitenwende zurück. Im kalmückisch-mongolischen Epos Dschanggar, das von Epensängern (dschangarchi) seit Jahrhunderten mündlich überliefert und solistisch vorgetragen wird, heißt es, dass die tsuur zusammen mit der in der höfischen und sakralen Musik verwendeten mongolischen Wölbbrettzither yatga gespielt werde. Der preußische Naturforscher Peter Simon Pallas (1741–1811) beschreibt in Sammlungen historischer Nachrichten über die mongolischen Völkerschaften (Teil 1, 1776) detailliert eine Längsflöte der Kalmücken mit drei Grifflöchern.

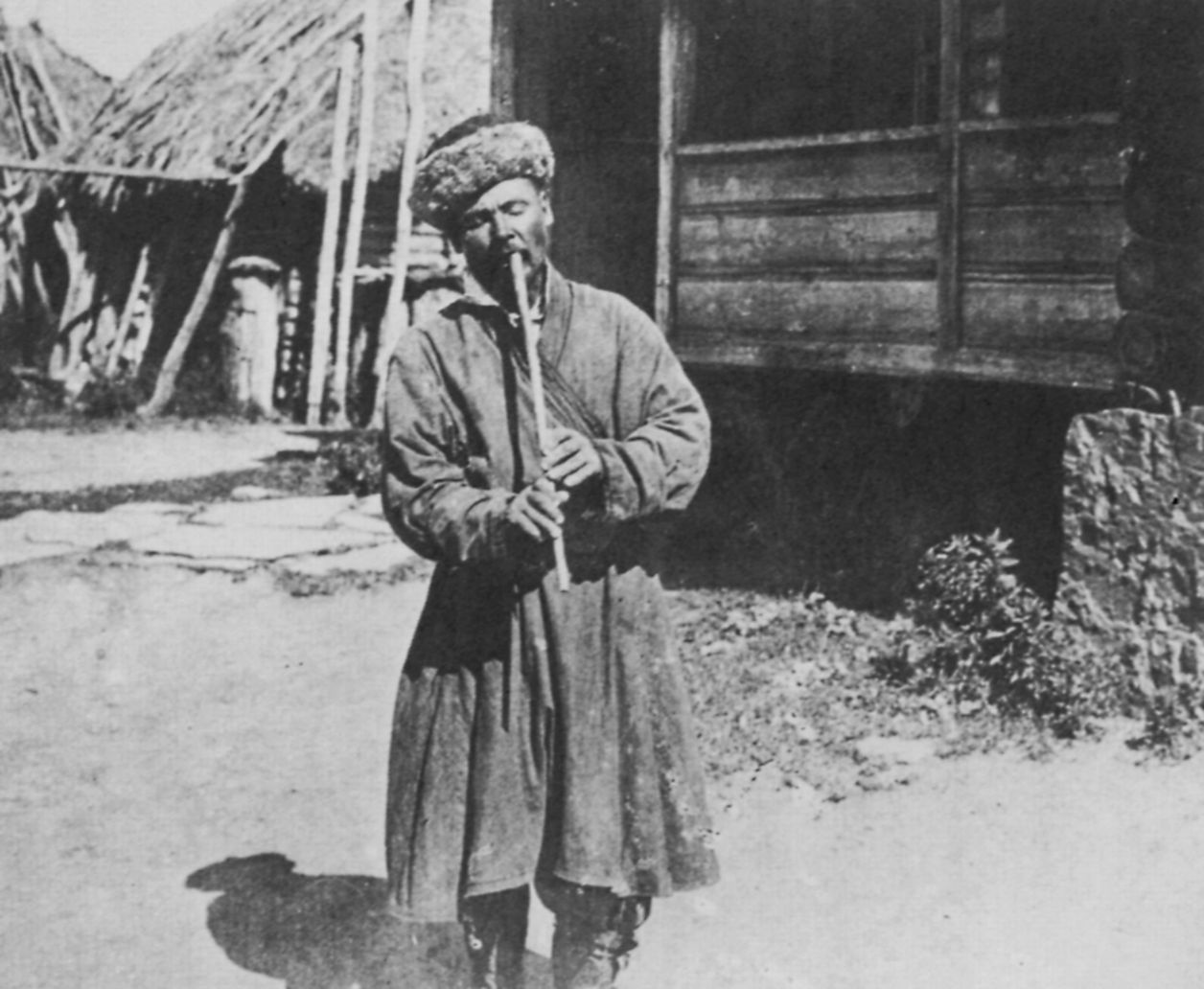
Baschkirischer Musiker mit einer Flöte kurai, um 1900

Die westmongolische tsuur gehört zu einer Gruppe von beidseitig offenen Längsflöten, die in Zentralasien, Sibirien und Ostasien vorkommen. Die kirgisische tschoor besteht aus einer rund 55 Zentimeter langen Spielröhre aus Holz oder Rohr mit drei oder vier Grifflöchern. Sie entspricht praktisch der sybyzgy der Kasachen und ähnelt der etwas längeren kurai  (quray) der Baschkiren.
Kaum bekannt ist die 60 Zentimeter lange kirgisische sarbasnai (möglicherweise von persisch sarbaz nai, „Soldatenflöte“) aus einer Metallröhre mit fünf Fingerlöchern. Der Name wurde wohl in islamischer Zeit von der arabisch-persischen Längsflöte nay übernommen. Die turkmenische Hirtenflöte tüidük aus Pflanzenrohr besitzt fünf Fingerlöcher und ein Daumenloch. Die bis nach Nordafghanistan verbreitete tüidük, die kurai der Baschkiren, die sybyzgy der Kasachen, die tschoor der Kirgisen, die Rohrflöte ney haftband der Bachtiaren in Iran und andere Flöten dieses Typs werden mit einem eingesungenen Kehlkopfbordun gespielt. Eine weit verbreitete, längs geblasene Hirtenflöte ist die türkische kaval mit fünf oder mehr Grifflöchern. Verwandt mit diesen offenen Längsflöten, die allgemein ein hohes Alter haben, ist auch die in der pakistanischen Provinz Belutschistan gespielte narh aus einem Pflanzenrohr mit vier Grifflöchern, die ebenfalls mit einem eingesungenen Bordun gespielt wird.
Unter der sozialistischen Kulturpolitik der Mongolischen Volksrepublik in den 1920er und 1930er Jahren wurde die Musik ihrer zeremoniellen Bedeutung für die Familien in der nomadischen Kultur beraubt, stattdessen wurden „nationale“ Musikinstrumente propagiert und in eine westliche Aufführungspraxis eingebunden. Ziel war – wie auch in den neu gegründeten Sowjetrepubliken, die nationale Identität der jungen sozialistischen Gesellschaft zu fördern. Hierfür wurden große Volksmusikensembles für eine nach westlichen Vorbildern arrangierte Volksmusik gegründet, zu denen die limbe als einziges Blasinstrument, aber nicht die tsuur gehörte. Damit verschwand die tsuur praktisch aus dem Musikleben. In den 1970er Jahren wurde in der unter sowjetischer Vorherrschaft stehenden Mongolei der Begriff yazguur („Authentizität“, „Originalität“) geprägt, mit dem die kulturelle Eigenständigkeit betont werden sollte. Unter dieser Prämisse entfernte sich die offizielle Musikkultur in den 1970er und 1980er Jahren von der bis dahin hauptsächlich gewürdigten europäisch-russisch-klassischen Musik (songodog) und wandte sich etwas stärker der „Volkskunst“ (ardyn urlag) zu. Dazu zählten das „lange Lied“ (urtin duu) und der Kehlgesang (höömii), letzterer auch mit der tsuur. Dies führte zu einer Wiederbelebung ethnischer Musikstile Ende des 20. Jahrhunderts. Mit dem Zerfall der Sowjetunion ab 1990 begann in der Mongolei eine Phase der Demokratisierung und der Rückbesinnung auf nomadische Traditionen, die nun den Status nationaler Kulturgüter erhielten.

## Wortumfeld
Dieser Flötentyp ist mit meist drei Grifflöchern und derselben Spielweise im Bereich des Altaigebirges im Westen der Mongolei bei den Tuwinern und Jakuten unter dem Namen tsuur oder schuur (shöör) bekannt. Modon tsuur („Holz-Flöte“) grenzt die Flöte von anderen Wortbedeutungen ab. Vereinzelt ist die tsuur auch in der Inneren Mongolei als modon huur und in der uigurischen autonomen Region Xinjiang als chor vertreten. Abgesehen von uneinheitlichen Lateinumschriften kommt mongolisch tsuur mit unterschiedlichen Aussprachevarianten in mehreren zentralasiatischen Turksprachen vor. Epenerzähler machen sich diese dialektalen Ausspracheunterschiede zunutze, um damit die ethnische Herkunft ihrer Figuren auszudrücken.
Aus der klassischen mongolischen Schrift von Texten des 14. Jahrhunderts wird der Name der Flöte als chogur (chugur, auch čoγur, čaγur, jaγur, jahur) transkribiert. Erstmals erwähnt wird chogur im Zhi-yuan yi-yu, einem der ältesten mongolisch-chinesischen Wörterbücher von 1280 als „Flöte“, chinesisch di. G. Kara (1990) verweist auf eine weitere Wortbedeutung: mongolisch morin chuur, entsprechend chinesisch matouqin (mongolische Pferdekopfgeige) und kalmückisch coor, cuur, „eine Art Flöte“. Zum Bedeutungsumfeld gehören nach Gustav John Ramstedt (Kalmückisches Wörterbuch, 1935) tsūr (cūr), „Blasrohr (ein Instrument, womit man durch den After in den Magen einer kranken Kuh blasen kann)“, hierzu auch „mit einer Röhre durch Einblasen ein krankes Tier heilen“ oder „wiehern, auf einer Flöte spielen, wie eine Flöte klingen“.
Im Rasuliden-Hexaglott, einem während der Dynastie der Rasuliden im 14. Jahrhundert im Jemen verfassten Wörterbuch, das einen Wortschatz von Arabisch und den Übersetzungen in fünf weitere Sprachen enthält, wird chogur mit mongolisch chuwur („eine Art Rohrflöte“) und kiptschakisch tütük (entsprechend tüidük) gleichgesetzt. In der im 17. Jahrhundert verfassten anonymen mongolischen Chronik Altan Tobtschi („goldene Zusammenfassung“) ist chogur eine „Trompete“. Im Erdeniin Tobtschi („Kostbare Zusammenfassung“), einer vom mongolischen Geschichtsschreiber Saghang Sechen 1662 verfassten Chronik entspricht die chogur der chinesischen „Flöte chi“ und im Qin ding huang yu Xiyu tu zhi, einer uighurischen Abhandlung in chinesischer Schrift von 1756–1782, wird cur (cuγur) mit chinesisch chi für „eine Bambusflöte mit üblicherweise vier Grifflöchern“ gleichgesetzt.
Dass vom Wort tsuur für Flöten auch eine Verbindung zur Bezeichnung von mehreren Saiteninstrumenten besteht, macht der osmanische Reiseschriftsteller Evliya Çelebi Ende des 17. Jahrhunderts in seinem Werk Seyahatnâme deutlich. Darin erwähnt er den osmanischen Namen chūgūr für eine fünfsaitige Laute („pandora“) der Janitscharen. Entsprechend bezeichnet chugur im mongolischen Dialekt Chahar die Längsflöte, die Pferdekopfgeige und einen tiefen Bordunton. Die Pferdekopfgeige (mongolisch morin chuur) heißt mit vollständigem Namen morin-u toloγai tai quγur (moriny tolgoitoi huur, „Geige mit einem Pferdekopf“). Wie die Flöte tsuur ist die zweisaitige Zupflaute topschuur mit Pferdekopf im Westen der Mongolei verbreitet: im Kalmückischen Wörterbuch towšūr, mit dombra gleichgesetzt, „eine dreisaitige Mandoline“. Kalmückisch χūr (chuur) steht dort für allgemein „Saiteninstrument, Geige, Fiedel (vgl. dombr, jatγan)“, wobei chuur (quγur) mehrfach mit „Streichinstrument“ übersetzt wird. Χūrār nād heißt „auf dem Sateninstrument χur spielen“. Chuur (huur, khuur) bezeichnet außerdem Maultrommeln (aman-chuur, „Mund-Saiteninstrument“).
Gemeinsamer Nenner des Wortumfelds tsuur in der Musik für eine Flöte, den mit dieser Flöte verbundenen gutturalen Gesang und für üblicherweise zweisaitige Saiteninstrumente ist, dass jeweils zwei (oder mehr) parallele Klänge in unterschiedlichen Tonhöhen entstehen. Vergleichbar mit der Kombination aus Gesangsstimme und Flötenspiel produziert der Musiker auf den Saiteninstrumenten einen tiefen Bordun auf einer Saite und eine höher klingende Melodie auf der anderen Saite. Tsuur kann außerdem einen Gesangsstil des „langen Liedes“ bezeichnen, bei dem mehrere Sänger gemeinsam singen. Im Gebiet Xilin Gol in der Inneren Mongolei heißt dieser Gesangsstil tsuuriin duu („tsuur-Lied“) und bei den Chalcha in der zentralen Mongolei aizam. Hierbei trägt ein Vorsänger den Haupttext des urtin duu vor und die anderen Sänger stimmen in den Refrain (turleg) ein. Zweistimmige Harmonien sind das wesentliche Merkmal der mongolischen Gesangsstile.

## Bauform

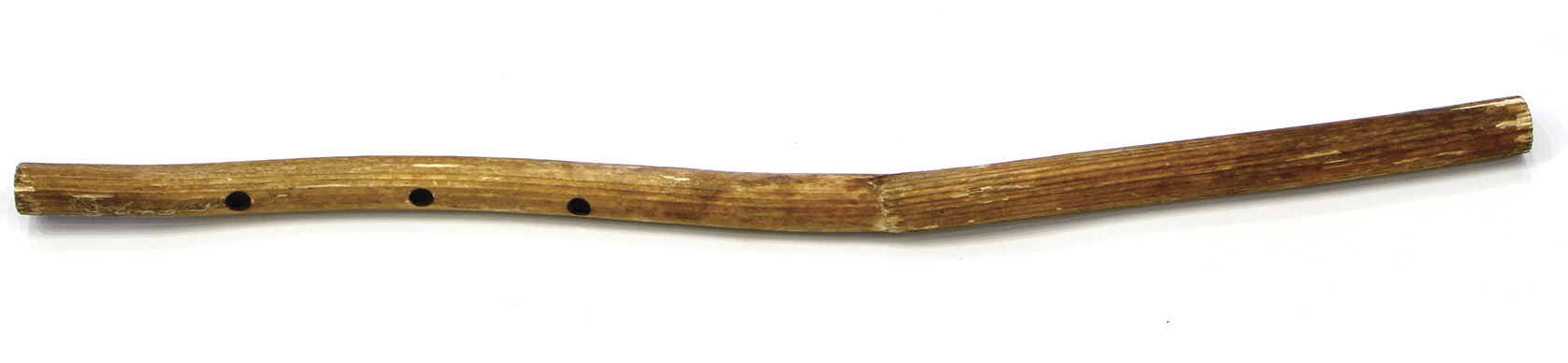
Einteilige kasachische sybyzgy aus Pflanzenrohr mit drei Grifflöchern

Die tsuur wird von den Musikern selbst hergestellt, indem sie einen geraden Lärchen- oder Weidenzweig längs in zwei Hälften spalten und in jeder Hälfte eine Rinne aushöhlen. Danach werden die Hälften mit einem Streifen Ziegendarm oder mit einem schräg gewickelten Faden zusammengebunden und in einen nassen Tierdarm gesteckt. Beim Trocknen zieht sich dieser zusammen und verschließt die Röhre an ihren Verbindungsflächen luftdicht. Beide Rohrenden sind gerade abgeschnitten und offen, die Kanten am Anblasende sind an der Außenseite bis zu einem dünnen Rand abgeschrägt. Die Länge der Spielröhre und die Position der drei Grifflöcher (nüh) wird mit den Händen festgelegt und ist bei den Längsflöten der Tuwiner, Altai-Urianchai und bei der sybyzgy der Kasachen ungefähr gleich. Sie sollte drei töö (Entfernung zwischen ausgestrecktem Daumen und Mittelfinger, 19–20 Zentimeter) plus vier Fingerbreit betragen. Dies ergibt eine Länge von 55–70 Zentimetern. Der Durchmesser des sich nach unten verjüngenden Flötenrohrs beträgt 10 bis 25 Millimeter. Das unterste Griffloch ist rund 8 Zentimeter (vier Fingerbreit) vom unteren Ende entfernt, der Abstand zum mittleren Griffloch beträgt 6,2 Zentimeter (drei Fingerbreit) und von diesem zum oberen Griffloch bei den Tuwinern und Altai-Urianchai 8 Zentimeter (vier Fingerbreit), während bei den Kasachen dieser Abstand nur zwei Fingerbreit beträgt. Ein 55,5 Zentimeter langes Exemplar hat einen Außendurchmesser von 21 Millimetern am oberen Ende (19 Millimeter am abgeschrägten Rand) und 14 Millimeter am unteren Ende. Die in der Mongolei gespielten tsuur haben stets drei Grifflöcher, während bei der kasachischen Längsflöte manchmal ein viertes Griffloch hinzugefügt wird.
Vor dem Einsatz feuchten die Spieler der Altai-Urianchai die Flöte innen an, indem sie die Röhre in eine Schüssel mit Wasser tauchen und mehrmals Wasser einsaugen. Sollten Risse im trockenen Holz vorhanden sein, werden sie im feuchten aufgequollenen Zustand verschlossen. Der Musiker hält die Flöte mit dem Anblasende gegen die Zähne und seitwärts schräg nach unten. Die genaue Position ist zwischen dem mittleren oberen Schneidezahn und dem Zahn links daneben. Dabei werden die Lippen an der linken Seite um das Flötenende herum geschlossen. Das angeschrägte obere Ende erleichtert es, die Flöte in derselben Position fest gegen die Zähne zu halten. Wie genau die Flöte gehalten wird, ihre Länge und Tonumfang unterscheiden sich bei den einzelnen Volksgruppen. Die dünnwandige tsuur ist fragil und bei Beschädigung kaum zu reparieren.

## Spielweise und kulturelle Bedeutung

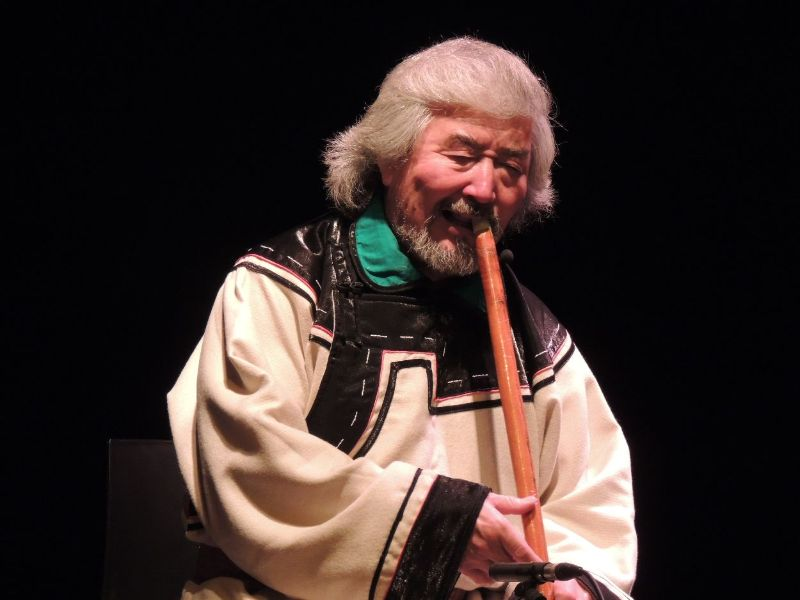
Tsuur-Spieler Nanjid Sengedorj, 2013

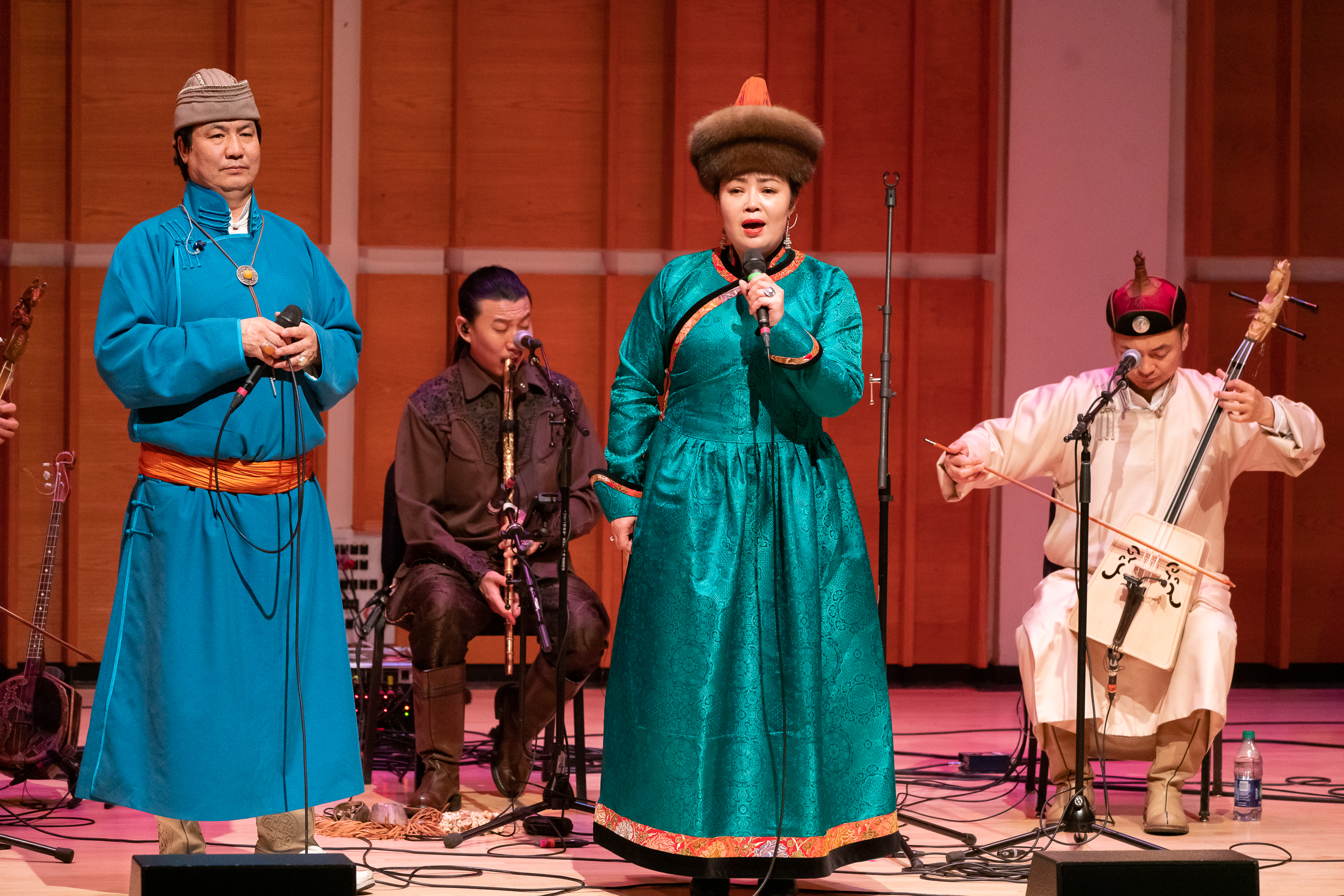
Gruppe Anda Union mit dem tsuur-Spieler Chinggel. Merkin Hall, New York 2019

Hauptsächlich die Altai-Urianchai im Westen der Mongolei, ferner Tuwiner, Kasachen und im Westen lebende Chalcha verwenden die tsuur, um einen eingesungen tiefen gutturalen Bordunton (höömii) zu verstärken und zugleich eine hoch klingende Melodie auf der Flöte zu blasen. Der Spieler benötigt zusätzlich zum Kehlgesangston, den er mit angespannten Kehlkopfmuskeln (hooloi ih schahna) und der Zunge produziert, einen stetigen Blasdruck, der beim höömii ohne Flöte nicht erforderlich ist. Die Luft wird bei der tsuur (anders als bei der mit Zirkularatmung gespielten limbe) durch den Mund eingesaugt und eine gespielte Tonfolge dauert so lange, bis die Luft ausgeatmet ist. Sehr geübte Musiker können über eine Minute ununterbrochen singen und spielen. Üblicherweise dauert eine melodische Phrase, die durch das Einatmen von der nächsten getrennt ist, zwischen 16 und 23 Sekunden. Das schwierige Spiel der tsuur erlernen die Jungen wie andere Musikinstrumente im Alltag, indem sie Erwachsene beobachten und nachahmen.
Eine einheitliche Grifftechnik gibt es nicht. Einige Musiker verschließen das obere Griffloch mit dem Zeigefinger der linken Hand, während Mittelfinger und Ringfingen an der Oberseite, Daumen und kleiner Finger an der Unterseite der Röhre liegen. Das mittlere Griffloch wird mit dem Daumen der rechten Hand und das untere Griffloch mit dem gekrümmten Zeigefinger der rechten Hand verschlossen. Die Hände lassen sich auch vertauschen und der Zeigefinger und der Ringfinger können die unteren beiden Grifflöcher verschließen. Da die Flöten aus unterschiedlichem Material bestehen und verschieden lang sind, muss die Blastechnik bei jedem neuen Instrument entsprechend angepasst werden. Wegen der anstrengenden Spielweise wird der tsuur ein negativer Effekt auf die Gesundheit von Frauen, besonders im gebärfähigen Alter zugesprochen, weshalb allenfalls junge Frauen tsuur spielen. Ansonsten dürfen nach mongolischer Tradition praktisch alle Musikinstrumente (mit Ausnahme der Maultrommel aman chuur) nur von Männern gespielt werden, wie auch nur Männer höömii singen dürfen.
Der zur höömii-Gesangstradition gehörende Stil der Tuwiner ist deutlich tiefer als der mongolische Obertongesang. Beim höömii werden mehrere regionale Stile unterschieden einschließlich dem uyangiin isgeree („melodische Pfeife“), bei dem der Sänger tief einatmet und mit dem Luftdruck im Rachen eine Melodie mit hohen Pfeiftönen mehrere Oktaven über dem Grundton erzeugt. Die ostmongolischen Chalcha pflegen mehrere höömii-Stile, die sich von denen der Tuwiner und Kasachen im Westen unterscheiden. Versuche, die Gesangsstile einzuteilen, wurden erst seit der zweiten Hälfte des 20. Jahrhunderts unternommen.
Traditionell gibt es – bei den Chalcha – vier hauptsächliche mongolische Gesangs-/Musikstile, die ax düü (vier „Geschwister“) genannt werden: höömii (Obertongesang), tuul (epische Erzählung), urtin duu („lange Lieder“) und das Spiel der morin chuur (Pferdekopfgeige). Für die Volksgruppen in der westlichen Mongolei – Tuwiner, Altai-Urianchai und Kasachen – kommt noch das Spiel der tsuur hinzu. Die Chalcha begleiten die „langen Lieder“, die keine gutturalen Gesänge sind, mit der morin chuur oder manchmal mit der Querflöte limbe, während die tsuur speziell für einen gutturalen Gesangsstil verwendet wird. Daneben besteht noch eine Verbindung zur Maultrommel aman chuur, deren Spiel als charchira höömii, also als tiefer gutturaler Gesangsstil bezeichnet wird.
Über ähnliche Klangeigenschaften hinaus werden diese kulturellen „Geschwister“ durch die Vorstellung zusammengehalten, dass ihre Ursprünge mit der Natur (baigal) und der Umwelt (orchin axui) verbunden sind. In der Weltanschauung mongolischer Nomaden erscheint die Natur als zu verehrende Mutter und der Himmel als Vater. Einer mythischen Erzählung in der westlichen Mongolei zufolge gilt der Fluss Eev, dem magische Fähigkeiten zugesprochen werden, als der Ursprung des höömii-Gesangs. Der Fluss Eev steht für die „alte Zeit“, bevor die Oiraten (westmongolische Stämme) sich in diesem Gebiet östlich des Altaigebirges niederließen. Die Lage dieses mythischen Flusses ist unklar. Den Erzählungen nach hat das Rauschen des Flusses Eev eine magische Wirkung. Wenn Tiere vom Wasser trinken, sollen sie verhext werden und in den Fluss stürzen. Vom Fluss angezogene Menschen werden verzaubert und entwickeln sich zu begnadeten Sängern von schöner Gestalt. Ein Lied über den Fluss Eev (eeviin golyn ursgal) kann entweder als höömii oder mit der tsuur vorgetragen werden. Auf der tsuur gespielte traditionelle Melodien (tatlaga) sollen generell den Klang von Wasser, Tierschreien und Vogelrufen nachahmen, etwa den Ruf des Birkhuhns. Tierimitationen sind heute von schamanischen Vorstellungen losgelöst. Die in solchen Erscheinungsformen wahrgenommene Natur würdigen die Nomaden als ihre Existenzgrundlage. Bei mit dem Jahreszyklus verbundenen Ritualen ist es daher von besonderer Bedeutung, die genau hierfür geeigneten Lieder zu spielen. Tsuur-Spieler sind sich dabei der magischen Kraft ihres Musikinstruments so bewusst wie etwa die Spieler der morin chuur.

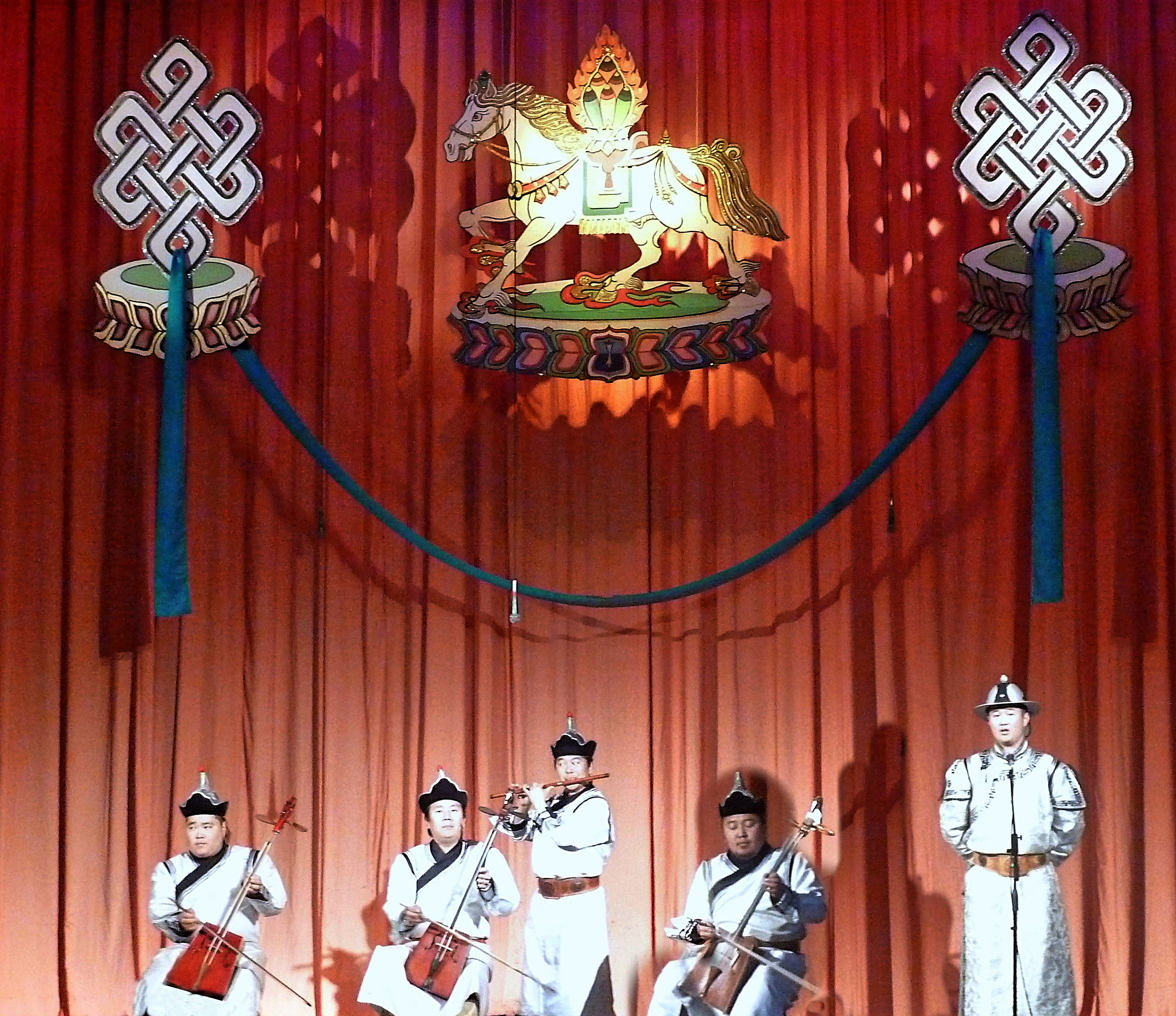
Konzert mit drei Pferdekopfgeigen morin chuur, einer Querflöte limbe und einem Obertonsänger im Nationaltheater der Mongolei, 2011. Über der Musikgruppe ein Windpferd (hiimori, im Schamanismus ein Symbol der Seele) und seitlich zwei Endlosknoten (ein buddhistisches Glückssymbol)

In einer Beziehung zum höömii-Gesang steht auch die Angabe im Dschangar-Epos, das ab dem 15. Jahrhundert kompiliert wurde, die tsuur habe die Stimme eines Schwans. Im 18. Jahrhundert soll eine solche Flöte aus den Knochen eines Lamms ebendieses Tier wieder zum Leben erweckt haben.
Fast alle Lieder basieren auf einer pentatonischen Skala. Zu den innerhalb des höömii-Stils unterschiedenen gesangstechnischen Varianten gehört neben dem charchira höömii eine weitere tiefere Gesangstechnik mit noch gepressterer Stimme, die während des Flötenspiels angewandt wird. An deren Stelle kann auch der schingen-Stil („flüssige Stimme“) in einer etwas höheren Tonlage praktiziert werden. Theoretisch könnte die tsuur auch ohne Gesangsstimme geblasen werden, was aber unter mongolischen Spielern so gut wie nicht vorkommt, wie auch nur Mongolen, die bereits den gutturalen Gesang beherrschen, das Spiel der tsuur erlernen. Als geeignete Einübung in das Flötenspiel gilt das isgeree („melodische Pfeifen“), eine Art höömii, bei dem die Lippen wie beim Flötenansatz geformt werden.
Ihrer magischen Bedeutung wegen erhält die tsuur, die beim Reiten in der Natur am Gürtel oder in einer Tasche getragen oder am Schwanz des Pferdes festgebunden wird, zu Hause angekommen einen geschützten Ehrenplatz hinter einem Pfosten im nördlichen Bereich der Jurte. Früher galt die tsuur als sakraler Gegenstand, weil sie geeignet schien, bei wichtigen Zeremonien böse Geister fernzuhalten. Eine ähnliche Funktion soll die beispielsweise bei Hochzeiten, bei der Zeremonie des ersten Haarschnitts und vor Antritt einer Reise gespielte tsuur haben.
Der Ende des 20. Jahrhunderts wohl bedeutendste, in der Fachliteratur häufig erwähnte tsuur-Spieler war der Hirte P. Narantsogt (1920–2003), ein Altai-Urianchai aus dem Distrikt Duut im westmongolischen Chowd-Aimag, dessen Flötenspiel in seiner Familie sechs Generationen zurückreicht. Narantsogt gab die Flötenspieltradition an drei seiner Kinder weiter: an zwei Söhne und die 1958 geborene älteste Tochter, die als erste Frau in dieser Familie das tsuur-Spiel erlernte und Agraringenieurin wurde. Sein Sohn Gombojav tritt professionell als tsuur-Spieler auch auf internationalen Bühnen auf. Ein anderer tsuur-Spieler im Chowd-Aimag, der professionell auftrat, war Nanjid Sengedorj (1948–2020). In der 2000 gegründeten, aus neun Mitgliedern bestehenden mongolischen Volksmusikgruppe Anda Union spielt der Musiker Chinggel gelegentlich tsuur.

## Diskografie
- Jargalant Altai. Xöömii and other vocal and instrumental music from Mongolia. Ethnic Series, PAN 2050CD. PAN Records, 1996, Narantsogt: tsuur, Titel 22, 23, aufgenommen 1983 (Beiheft)